# Batalla de Hingakaka
La batalla de Hingakaka (de vegades escrit com Hiringakaka) va ser un combat que va enfrontar dos exèrcits maorís; d'una banda, un exèrcit aliat de la part meridional de l'Illa del Nord; i de l'altra, un exèrcit aliat Tainui. La batalla va tenir lloc a Ohaupo, a la regió de Waikato, a finals del segle xviii o principis del XIX, i és considerada com "la batalla més important lliurada mai a Nova Zelanda".